# Electricity (chanson d'Orchestral Manoeuvres in the Dark)
Pour les articles homonymes, voir Electricity.
Singles de Orchestral Manoeuvres in the Dark
Red Frame/White Light
(1980)
Electricity est une chanson du groupe de new wave britannique Orchestral Manoeuvres in the Dark. Il s'agit du premier single du groupe à sortir en mai 1979. Inspiré du titre Radioactivity, de Kraftwerk, Electricity aborde le problème du gaspillage des sources d'énergie de la société. Andy McCluskey est le chanteur principal avec Paul Humphreys, qui est habituellement le claviériste et choriste du groupe.

## Classements
| Classement (1980) | Meilleure position |
| ----------------- | ------------------ |
| France (IFOP)     | 9                  |

| Classement (2012) | Meilleure position |
| ----------------- | ------------------ |
| France (SNEP)     | 126                |